# Klemen Bečan
Pour les articles homonymes, voir Bečan.
Klemen Bečan (parfois orthographié Klemen Becan, voire Clemen Becan), né le 14 août 1982, est un grimpeur slovène.

## Carrière
Il découvre l'escalade à l'âge de 7 ans. Il est connu pour son fair-play et fait partie des meilleurs grimpeurs de son pays. Actuellement il vit à Rakek.

## Palmarès
- 5e au classement général de la coupe 2008 ;
- 3e au classement général de la coupe 2009 ;
- 4e au classement général de la coupe 2010 ;
- 3e au classement général de la coupe 2011 ;
- 7e au classement général de la coupe 2012 ;
- 9e au classement général de la coupe 2013 ;
- 1er aux Jeux militaires 2010 ;
- 1er en difficulté, 2e en vitesse et 3e en bloc aux Jeux militaires 2013.

## Ascensions notables
| Nom      | Site               | Date         | Commentaires                          |
| -------- | ------------------ | ------------ | ------------------------------------- |
| Fish Eye | Oliana, Espagne    | janvier 2012 | 8c à vue                              |
| Kalliste | Archidona, Espagne | janvier 2012 | 8c à vue                              |
| Kalliste | Osp, Slovénie      | janvier 2012 | 8c après travail                      |
| The Core | Medveja, Croatie   | 2011         | premier 9a (après travail) de Croatie |